# Gedankenfigur
Unter Gedankenfigur versteht man eine Art der rhetorischen Figur. Im Gegensatz zu Wortfiguren (z. B. Anaphern, Ellipsen usw.) dient die Gedankenfigur zur Strukturierung eines Gedankengangs (z. B. durch Fragesätze, Adverbialsätze, Antithesen). Während Wortfiguren sich auf ein Wort selbst beziehen, erkennt man Gedankenfiguren also besonders an einer bestimmten Syntax; hierzu zählen auch Satzfiguren (Parataxe, Hypotaxe, Parallelismus usw.).